# Le Verrier (anneau)
Pour les articles homonymes, voir Le Verrier.
Anneau planétaire
Le Verrier est un anneau planétaire situé autour de Neptune. Il porte le nom de l'astronome Urbain Le Verrier, responsable de la découverte de Neptune.

## Caractéristiques
Le Verrier orbite à 53 200 km du centre de Neptune (soit 2,148 fois le rayon de la planète), sur une largeur d'une centaine de km. L'anneau Lassell en est une extension peu lumineuse.
Le Verrier fut découvert à partir des photographies prises par la sonde Voyager 2 lors du survol du système neptunien en 1989. Sa désignation temporaire était 1989 N2R.